# テオドール・ロンバウツ
テオドール・ロンバウツ（Theodoor Rombouts、1597年7月2日 - 1637年9月14日）は、フランドルの画家。酒場で楽しむ人々やカード遊びをする人々を描いた風俗画などで知られている。

## 略歴
アントウェルペンで生まれた。1608年にアントウェルペンの画家、ファン・ランドフェルト(Frans van Lanckvelt)の弟子になった後、アブラハム・ヤンセンスに学び、ニコラ・レニエにも学んだとされる。イタリアでの修行の旅にでて、1616年から1625年の間の9年間をイタリアで過ごし、フィレンツェでメディチ家のトスカーナ大公、コジモ2世ために働き、1620年からはローマで活動したと考えられている。
1625年にフランドルに戻り、アントウェルペンで活動した。アントウェルペンの聖ルカ組合に親方として登録され、1627年に名家の娘と結婚した。この結婚で、義理の兄弟になったヤン・フィリップ・ファン・ティーレン(Jan Philip van Thielen: 1618-1667)を弟子にして、ファン・ティーレンは後に花の絵や花環画を得意とする画家になった。
1628年から1630年の間、聖ルカ組合の役員を務め、人気のある画家になり、アンソニー・ヴァン・ダイク(1599-1641)とも親しくなりヴァン・ダイクは1632年にロンバウツの肖像画を描いた。1635年にピーテル・パウル・ルーベンス(1577-1640)の指揮下で、スペインの王子でスペイン領ネーデルラント総督のフェルナンド枢機卿のアントウェルペン入城を歓迎するための装飾の仕事をアントウェルペンの美術家たちとともに参加した。
1637年にアントウェルペンで没した。
ロンバウツの弟子にはファン・ティーレンの他にニコラース・ファン・エイク(Nicolaas van Eyck)やパウルス・ロバインス(Paulus Robyns) がいる。

## 作品

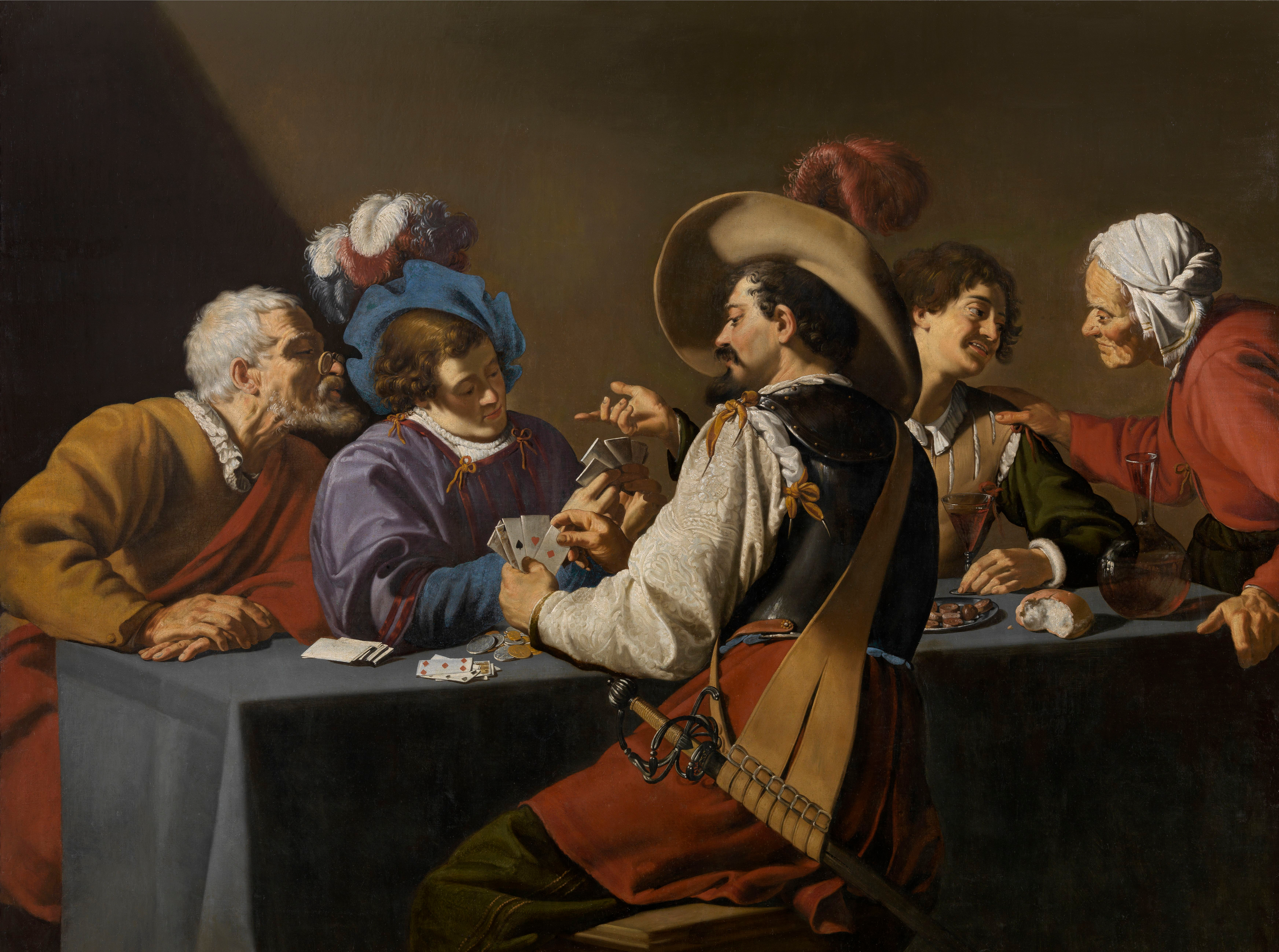
カード遊びをする人々 アントワープ王立美術館蔵
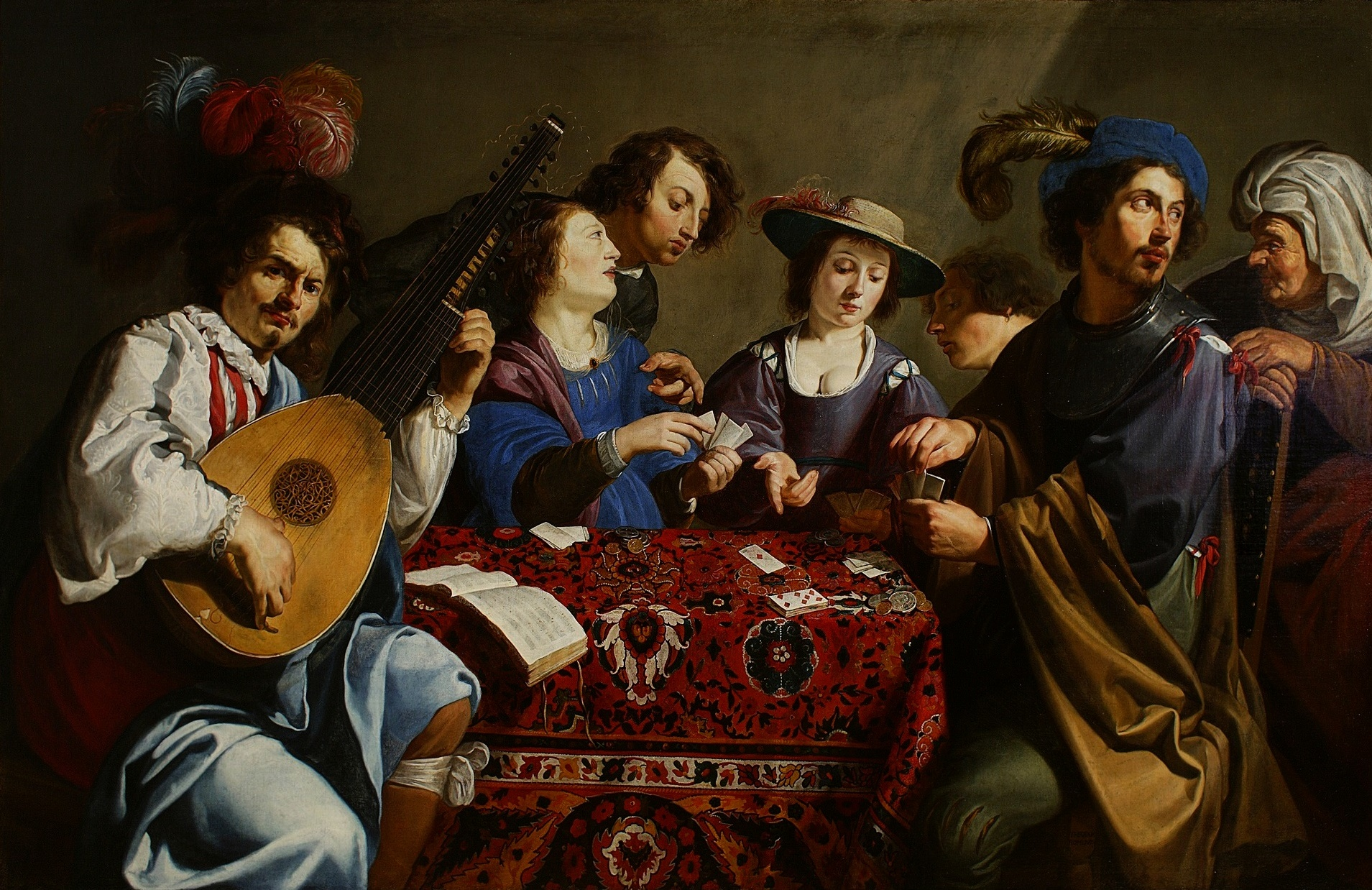
カード遊び ワルシャワ国立美術館蔵
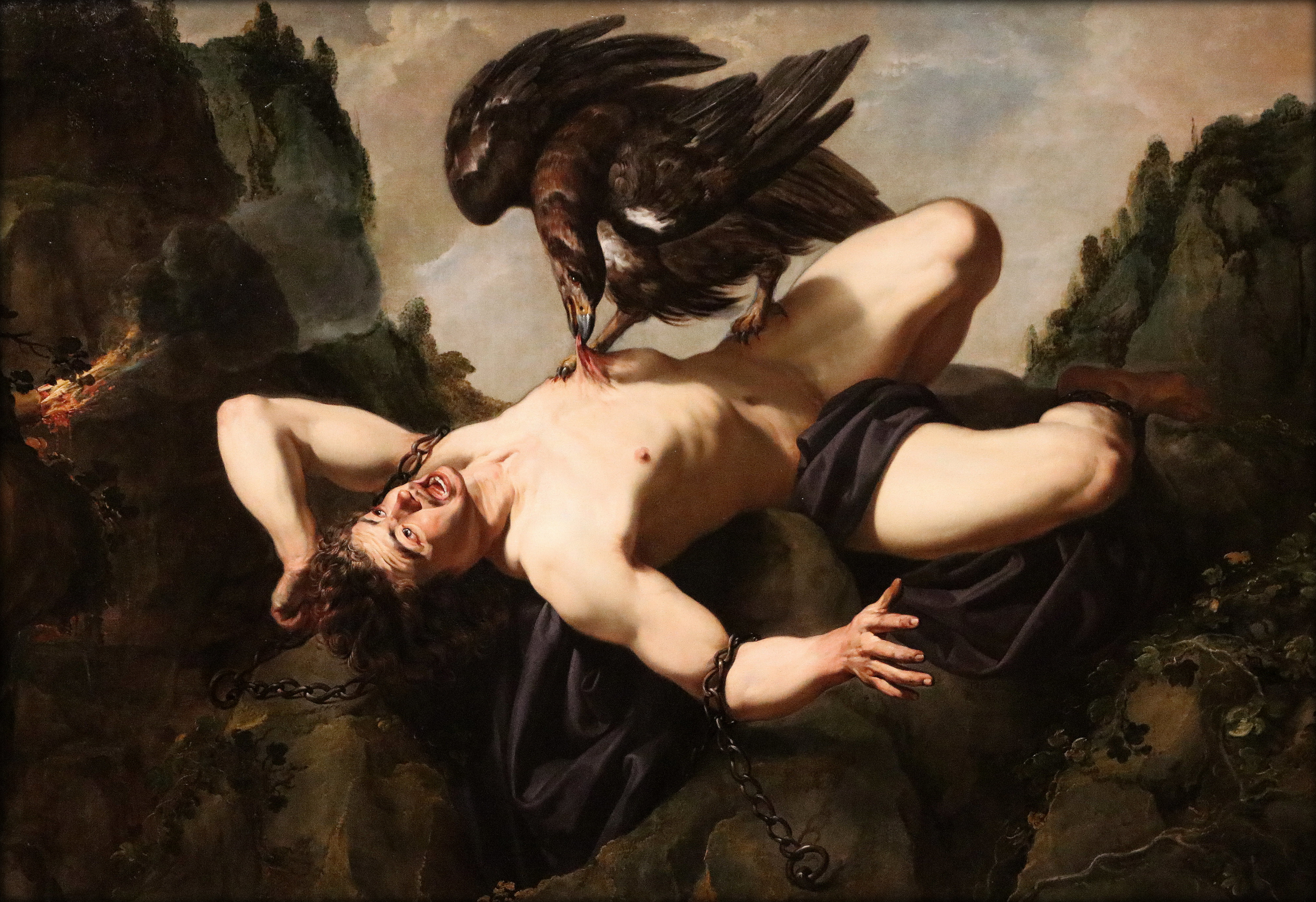
プロメーテウス ベルギー王立美術館蔵
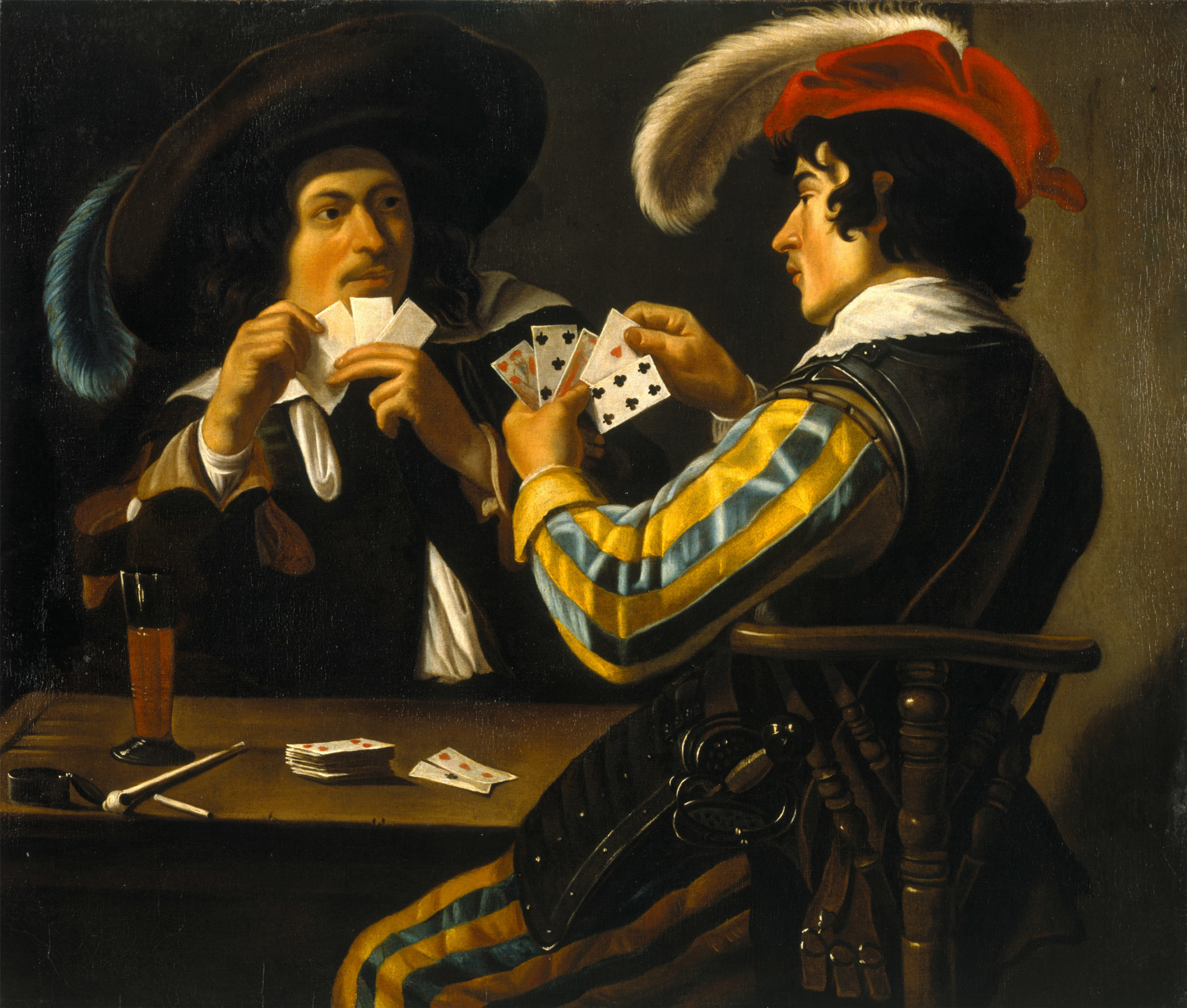
カード遊びをする2人

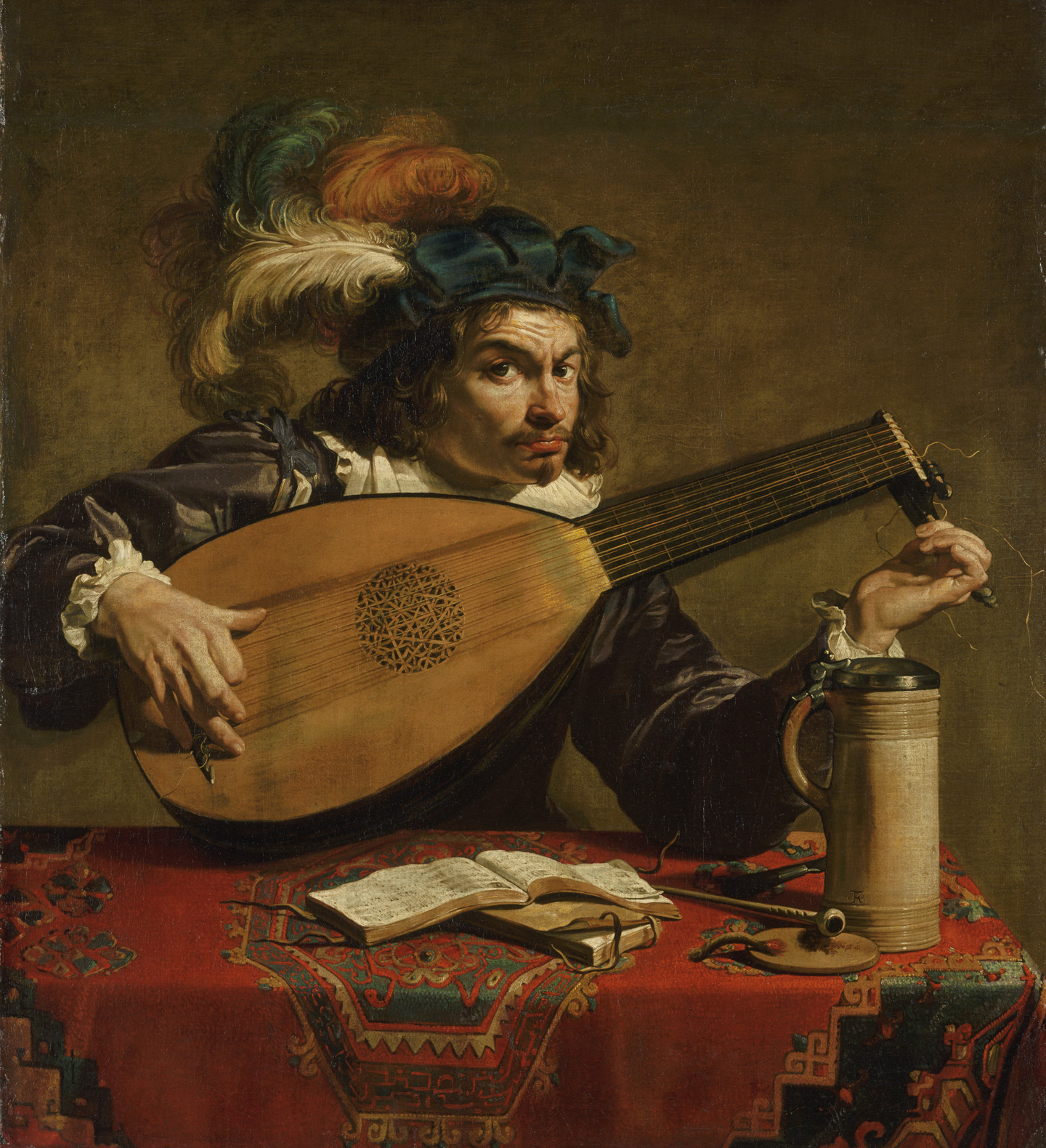
リュート演奏者(c.1625) フィラデルフィア美術館蔵
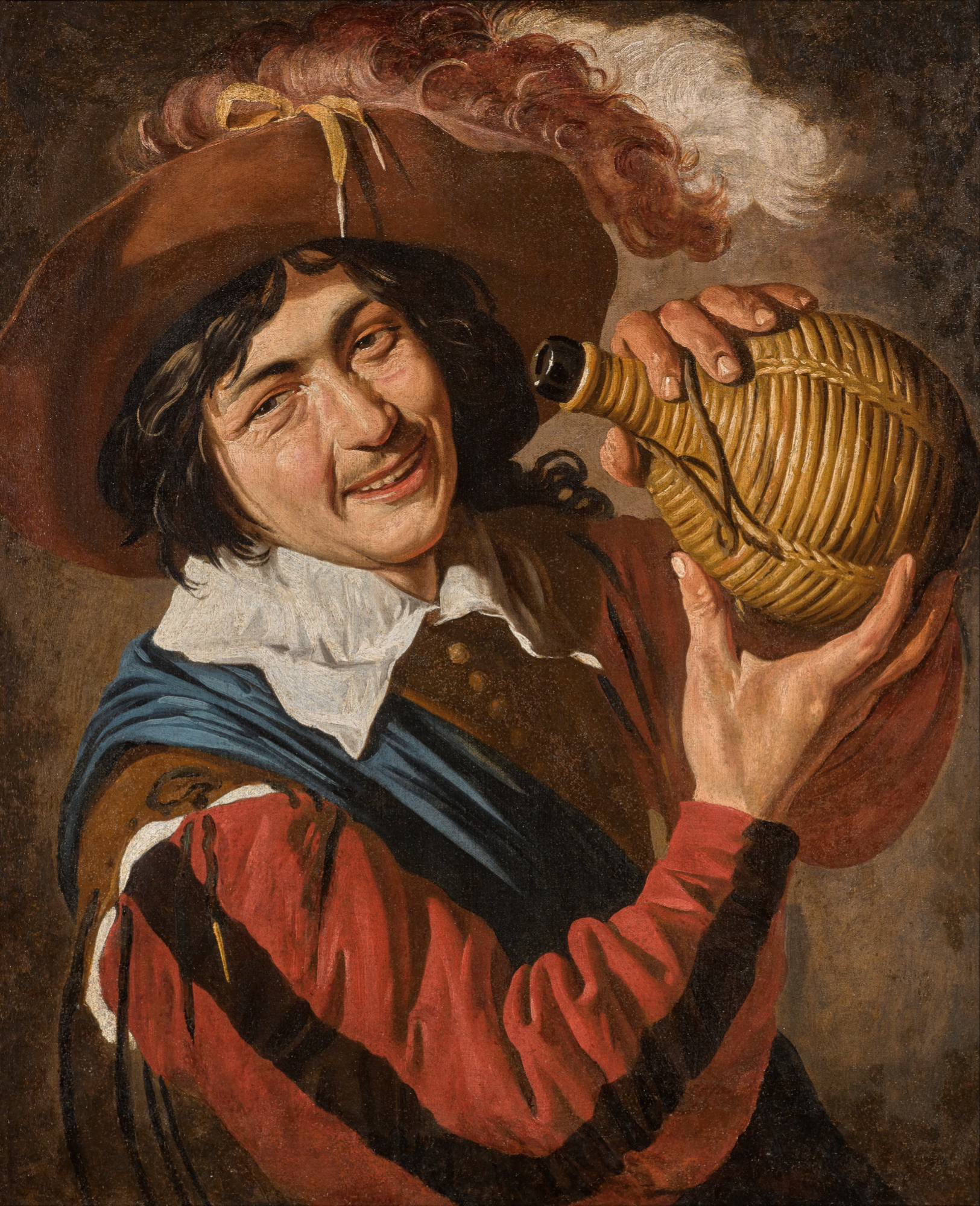
酒瓶を持つ酔っ払い
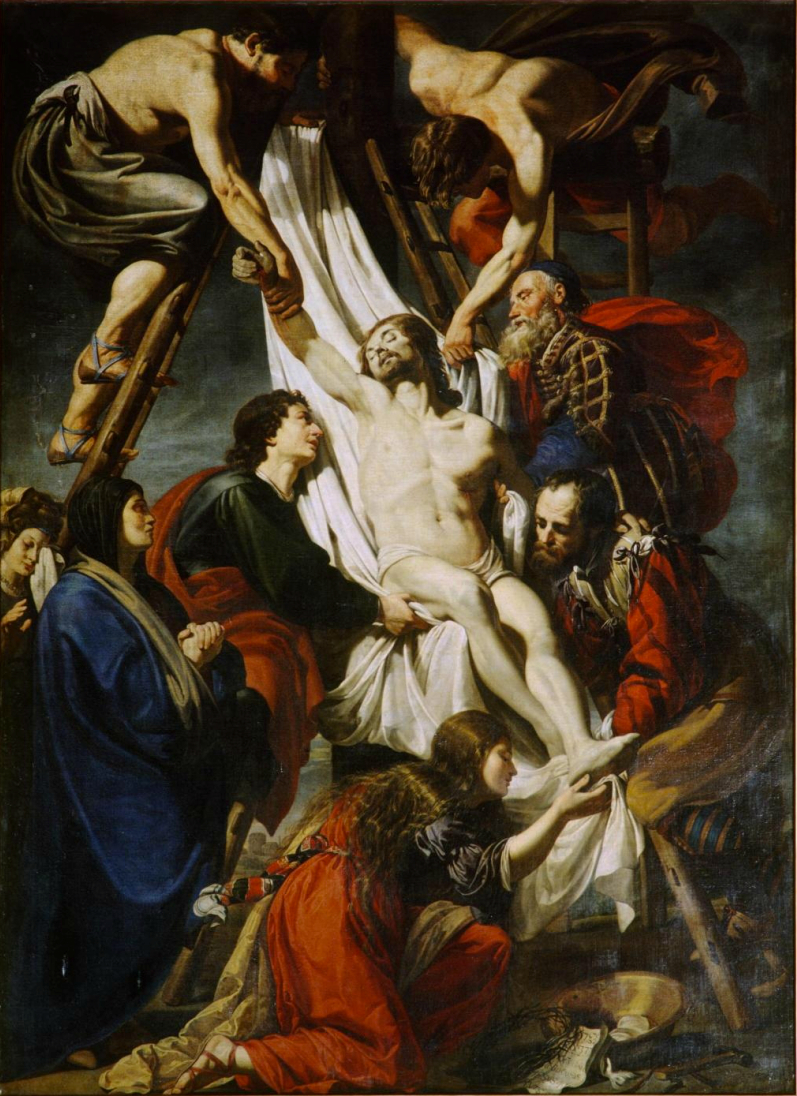
キリスト降架 (1636) 聖バーフ大聖堂 (ヘント)蔵
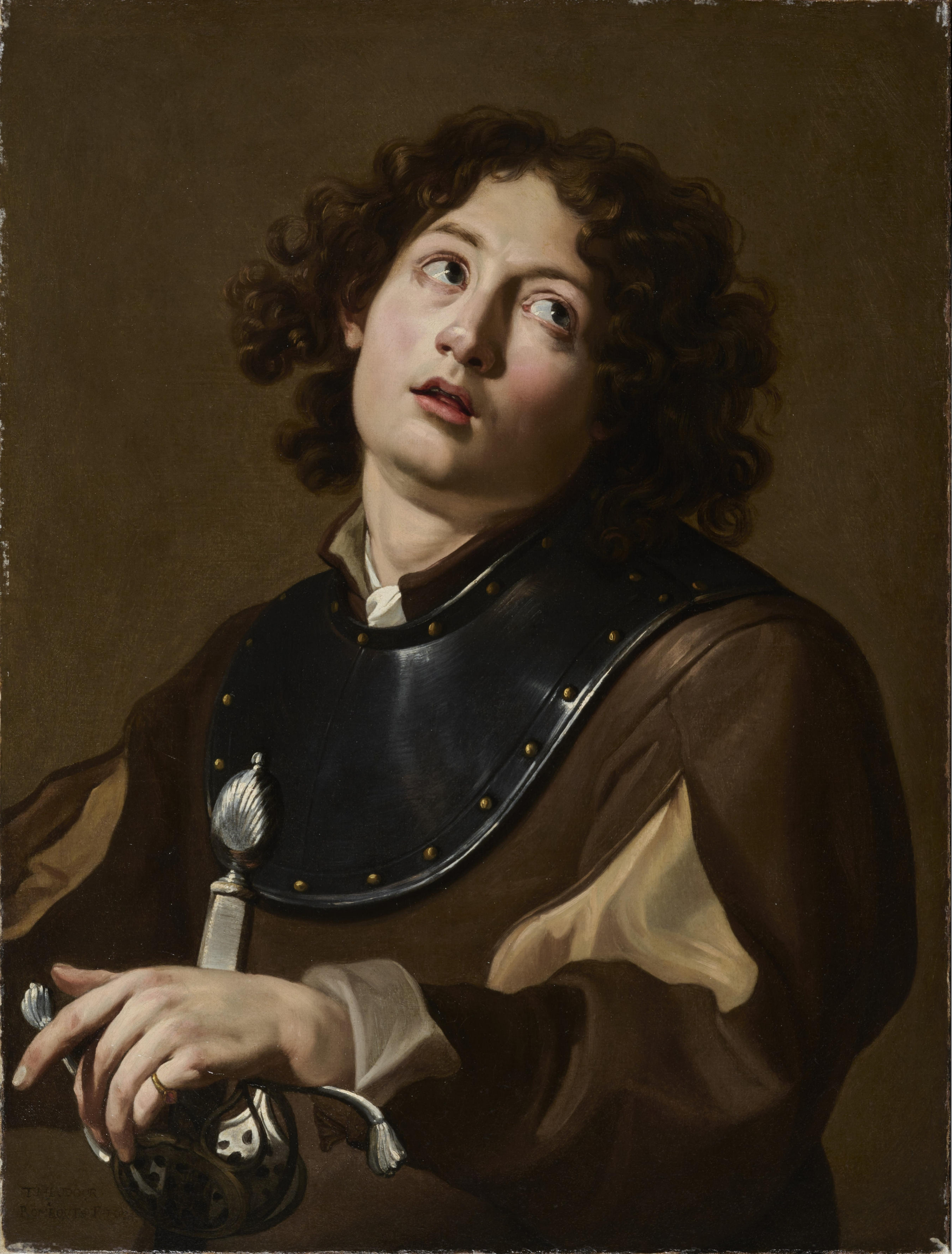
若い兵士の肖像画 (1624)